# Li, Longnan
Li, tidigare stavat Lihsien,  är ett härad inom Longnan stad på prefekturnivå i provinsen Gansu i nordvästra Kina. Det ligger omkring 240 kilometer sydost om provinshuvudstaden Lanzhou. 
Li är indelat i 22 köpingar och sju socknar.
Köpingar (zhen):

- Baiguan (白关镇)
- Baihe (白河镇)
- Chengguan (城关镇)
- Gucheng (固城镇)
- Honghe (红河镇)
- Jiangkou (江口镇)
- Kuanchuan (宽川镇)
- Leiba (雷坝镇)
- Longlin (龙林镇)
- Luoba (罗坝镇)
- Qiaotou (桥头镇)
- Qishan (祁山镇)
- Qiushan (湫山镇)
- Shiqiao (石桥镇)
- Tanping (滩坪镇)
- Taoping (洮坪镇)
- Wangba (王坝镇)
- Yacheng (崖城镇)
- Yanguan (盐官镇)
- Yongping (永坪镇)
- Yongxing (永兴镇)
- Zhongba (中坝镇)

Socknar (xiang):

- Caoping (草坪乡)
- Leiwang (雷王乡)
- Mahe (马河乡)
- Sanyu (三峪乡)
- Shajin (沙金乡)
- Shangping (上坪乡)
- Xiaoliang (肖良乡)